# Kimboraga exanimus
Kimboraga exanimus és una espècie de gastròpode eupulmonat terrestre de la família Camaenidae.

## Hàbitat
És terrestre.

## Distribució geogràfica
És un endemisme d'Austràlia: Austràlia Occidental.